# 55 dies a Pequín
55 dies a Pequín (títol original en anglès 55 Days at Peking) és una pel·lícula estatunidenca dirigida per Nicholas Ray i estrenada l'any 1963. Ha estat doblada al català.

## Argument
Xina, any 1900. Les ambaixades estrangeres a Pequín estan sotmeses a una sagnant revolta desencadenada pels boxers, que assassinen cristians en una violenta revolta nacionalista. Dins del recinte assetjat, l'ambaixador anglès s'uneix als membres d'altres delegacions en un desesperat intent per resistir el setge.

## Repartiment
- Charlton Heston: Maj. Matt Lewis
- Ava Gardner: Baronessa Natalie Ivanoff
- David Niven: Sir Arthur Robinson
- Flora Robson: Dowager Empress Tsu Hzi
- John Ireland: Sergent Harry
- Leo Genn: General Jung-Lu
- Harry Andrews: Pare de Bearn
- Robert Helpmann: Prince Tuan
- Juzo Itami: Coronel Shiba
- Kurt Kasznar: Baron Sergei Ivanoff
- Philippe Leroy: Julliard
- Paul Lukas: Dr. Steinfeldt
- Lynne Sue Moon: Teresa
- Elizabeth Sellars: Lady Sarah Robinson
- Massimo Serato: Menotti Garibaldi
- Jacques Sernas: Maj. Bobrinski
- Jerome Thor: Tinent Andy Marshall
- Geoffrey Bayldon: Smythe
- Joseph Furst: Capità Hanselman
- Walter Gotell: Capità Hoffman
- Alfred Lynch: Gerald
- Alfredo Mayo: Ministre espanyol
- Martin Miller: Hugo Bergmann
- José Nieto: Ministre italià
- Eric Pohlmann: Baron von Meck
- Aram Stephan: Gaumaire
- Robert Urquhart: Capità Hanley
- Ronald Brittain: Sergent Britten
- Fernando Sancho: Ministre belga
- Michael Chow: Chiang
- Nicholas Ray: cap de la diplomàcia americana